# Celtilo
Celtilo (en latín, Celtillus) fue un noble galo, mencionado por Julio César en sus Comentarios a la guerra de las Galias diciendo que «había detentado la primacía entre los arvernos». Probablemente fue el vergobreto del pueblo arverno y el padre de Vercingétorix.
Los arvernos, al igual que la gran mayoría de los pueblos galos del siglo I a. C. optaron por un gobierno aristocrático próximo a la elección de magistrados romana. Celtilo fue acusado de querer restaurar la realeza arverna y condenado a muerte, para ser después quemado vivo por los líderes de la ciudad. Es posible que su hermano Gobanición contribuyera a su sentencia.